# Leiocephalus anonymous
Espèce
Leiocephalus anonymous est une espèce éteinte de sauriens de la famille des Leiocephalidae.

## Répartition
Cette espèce était endémique d'Haïti.

## Publication originale
- Pregill, 1984 : An extinct species of Leiocephalus from Haiti (Sauria: Iguanidae).  Proceedings of the Biological Society of Washington, vol. 97, no 4, p. 827-833 (texte intégral).